# László Moholy-Nagy
László Moholy Nagy (Bácsborsard, 20 de juliol de 1895 - Chicago, 24 de novembre de 1946) va ser un fotògraf i pintor hongarès. Ha passat a la història com un dels més importants professors i teòrics de l'art i de la fotografia des del seu treball a l'Escola de la Bauhaus alemanya. Fou un dels impulsors i membres més destacades de la Nova Visió. Al Bauhaus, era acompanyat de la seva primera esposa, Lucia Moholy (nascuda Schulz), que havia conegut anteriorment a Berlín i que era una fotògrafa discreta i de qualitat.

## Vida i obra

### Inicis
László Moholy-Nagy va néixer el 20 de juliol de 1895 a Hongria, concretament a la ciutat de Bácsborsod, i va morir el 24 de novembre de 1946 a la ciutat de Chicago. Encara que la seva verdadera passió va ser la pintura, avui en dia és recordat com un dels millors fotògrafs dels anys 1920, pioner en aquest camp. També va ser professor a l'escola Bauhaus
La Primera Guerra Mundial va esclatar mentre Moholy-Nagy feia els seus estudis de jurista. Va haver d'abandonar-los per allistar-se a l'exèrcit del seu país. Durant els anys que va durar el conflicte bèl·lic, va començar a fer uns primers passos artístics, amb alguns treballs enfocats en dibuixos al guix i a la tinta xinesa. Una vegada que va acabar la guerra, va abandonar els seus estudis de Dret i es va dedicar per complet a l'art. En aquesta època descobreix el constructivisme i el suprematisme encarnat per les obres de Kasimir Malèvitx.

### Precursor de la fotografia
L'amor li va arribar el 1920 una vegada instal·lat a Berlín. Allà va conèixer la seva futura esposa, Lucía Schulz (més coneguda com a Lucia Moholy). La parella va experimentar al màxim la fotografia i van realitzar interessants fotogrames, els quals daten de 1922 i van assolir la fama.
Un any més tard, l'escola Bauhaus elegeix Moholy-Nagy perquè es faci càrrec del taller de treballs de metal. Posteriorment, el director del curs, Johannes Itten, va abandonar l'escola i Moholy-Nagy el va reemplaçar en el càrrec. En aquest període es va abocar a l'estudi dels efectes d'equilibri i pressió dels materials i va esdevenir el precursor de la fotografia Bauhaus.

### Els seus treballs
El seu llibre Malerei, Fotografie, Film (Pintura, Fotografia, Film aparegut el 1925, constitueix el vuitè volum de la col·lecció dels «Llibres del Bauhaus» i és un dels principals pilars de la fotografia. En aquest volum, Moholy-Nagy establia una relació entre la pintura i la fotografia. L'artista classificava la pintura com un mitjà per donar forma al color, mentre que la fotografia servia d'instrument d'investigació i l'exposició del fenomen llum.
Així mateix, el 1922 i el 1930, Moholy-Nagy va treballar en un Modulador llum-espai, que consisteix en una sèrie de plans metàl·lics perforats que produeixen efectes de llums i ombres. Per mitjà d'un motor, en aquest mètode es realitza una associació de formes de diferents materials, que són il·luminades perquè provoqui un efecte d'ombreig concret. Moholy-Nagy fa xocar aquestes formes a través d'un moviment continu. Aquest treball va repercutir decisivament en la seva vinculació amb l'escultura i amb les investigacions fotogràfiques del moment.
La recerca d'ombres diferents i de dringadissa de Moholy-Nagy va suposar una gran innovació al terreny de l'art lluminós cinètic, ja que Aleksandr Ródtxenko havia treballat prèviament amb un modulador en el qual només es buscaven ombres.

### Els seus fotogrames
Moholy-Nagy treballa amb els fotogrames quasi fins al final de la seva vida. En el seu treball intenta que el fotograma produeixi un efecte sublim, radiant i quasi immaterial, separant-se de l'estètica i l'associació comuna a l'estètica surrealista que els rayogrames volien produir.
Moholy-Nagy usa tota mena d'objectes, tot i que procura distenciar-se de qualsevol forma reconeguda. Evoca un món sense objectes i sense ombres, una realitat de llum absoluta i de foscor absoluta. L'essencial per a ell és dominar les intensitats lluminoses, el miracle òptic del blanc i negre que ha de suggerir per la irradiació immaterial de la llum, sense al·ludir a significats ocults. La llum és per l'artista sinònim de coneixement, tant, que revela i ofereix una nova visió dels objectes gràcies a la llum fins al moment oculta. El seu treball es basa en creen efectes d'espais únicament per la llum.
Moholy-Nagy com a "anteriorment" pintor emprèn les seves composicions de llum utilitzant plantilles de formes geomètriques. En els seus primers fotogrames sobreposa materials transparents, la presència de línies clares o fosques, igual que en els quadres de l'època es creuen i es confonen, creant un efecte espacial addicional. Amb freqüència, apareixen també rodes de rellotges i petits engranatges; en un començament, les seves composicions són estructurades i curosament calculades. Progressivament, els seus experiments es fan més complexos, en afegir objectes volumètrics metàl·lics o fragments de teles i reixetes, a més, comença a ocultar les característiques d'aquests objectes. Movent la font de llum il·lumina els objectes des de diversos angles, descomponent els cossos que reposen sobre el paper fotosensible, ampliant les possibilitats lumíniques dels fotogrames resultants.
Moholy-Nagy eleva el fotograma al punt més alt que permetia l'art del segle xx, aconsegueix tractar la llum independentment, com un nou medi de creació plàstica, igual que el color en la pintura i el so en la música.

### Últims anys
L'any 1937, Moholy-Nagy va fugir la persecució nazi i va emigrar cap a Chicago on es va posar al capdavant d'una escola de disseny que va anomenar «Nou Bauhaus». Però la iniciativa no prosperà i Moholy-Nagy en va tancar les portes només un any més tard. Tot i així, un parell d'anys després, amb el seu esperit artístic encara viu, l'artista hongarès va fundar una altra escola, aquesta vegada en col·laboració amb altres artistes.
Moholy-Nagy va morir de leucèmia a Chicago el 24 de novembre de 1946.